# Rožňava
Rožňava (Duits: Rosenau; Hongaars: Rozsnyó, Latijn: Rosnavia) is een Slowaakse gemeente in de regio Košice. Ze maakt deel uit van het district okres Rožňava en telde in 2011 19.706 inwoners waaronder 3.909 etnische Hongaren (20%). De plaats heeft een schilderachtig en volledig bewaard historisch centrum met eeuwenoude burgerhuizen rondom het Mijnwerkersplein (Baníkov námestie).
Omgeven door het Slowaaks Ertsgebergte, ligt dit oord in het Rožňava-bekken, aan de rivier Sajó. De gemeente ligt op een afstand van 75 kilometer ten westen van Košice en maakte destijds (onder Hongaars bestuur) deel uit van de historische regio Gemer. Ze is onderverdeeld in drie wijken: Rožňava, Rožňavská Baňa en sedert 1960 ook: Nadabula.
De stad is sinds 1776 zetel van het rooms-katholieke bisdom Rožňava.

## Geschiedenis

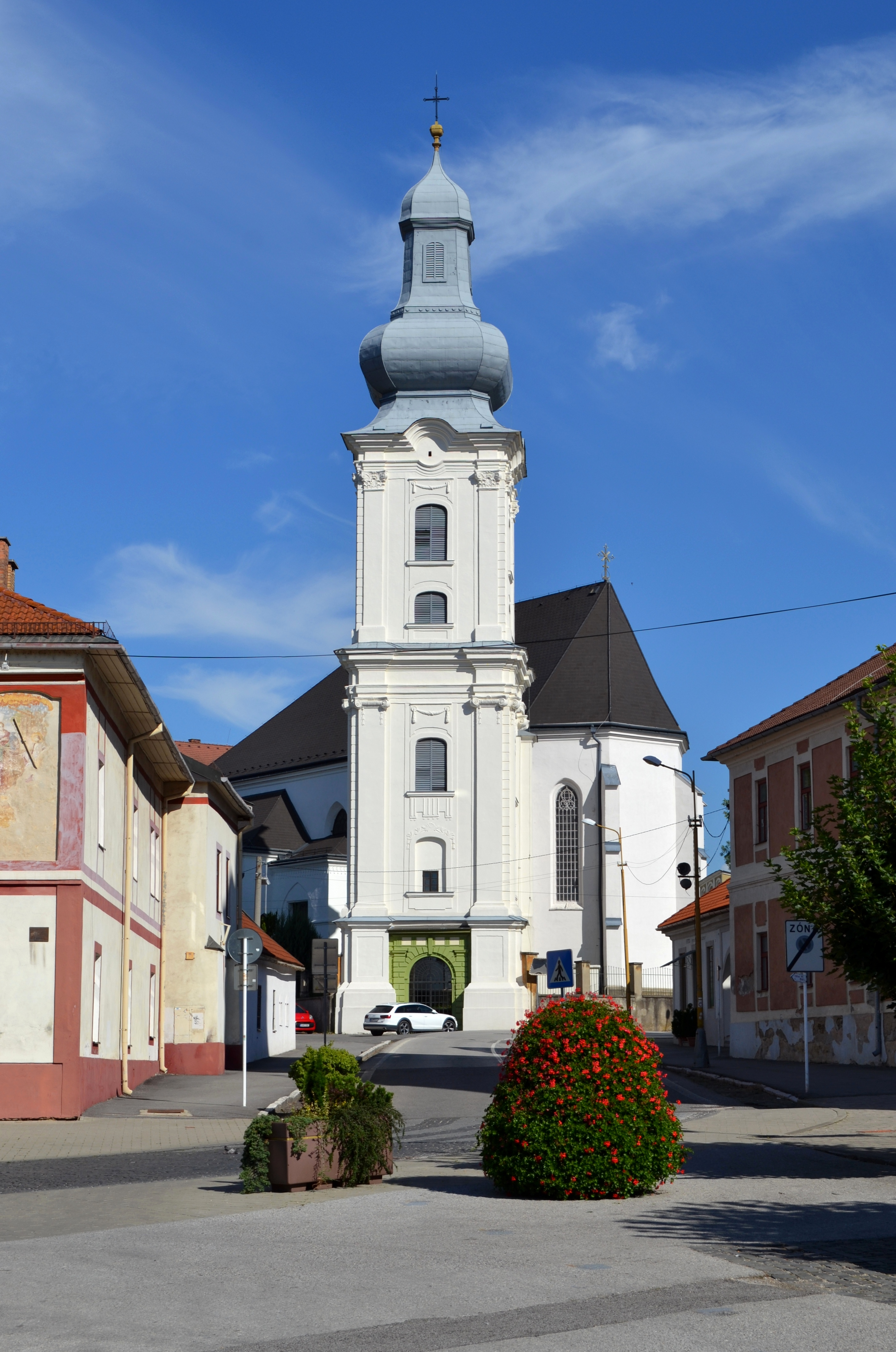
Kathedraal van Maria-Tenhemelopneming (uitzicht anno 2023) (Betliarska ulica 5).

Het oord werd voor het eerst vermeld als Rosnaubana, in een document van 1291, toen koning Andreas III van Hongarije het schonk aan aartsbisschop Ladomér van het bisdom Esztergom.
Tijdens de middeleeuwen was er een belangrijke bevolkingstoename ingevolge de aankomst van Duitse landverhuizers. Duitse mijnwerkers en arbeiders voor aanverwante beroepen werden in die tijd beschouwd als leiders in hun vak.
De streek kende een snelle ontwikkeling en werd een belangrijk mijncentrum. Onder de Ochsenberg (Hongaars: Pofalo) werd het zuiverste goud van het toenmalige Hongarije gewonnen. Benevens goud werd vooral zilver gedolven.
In 1340 werd de plaats verheven tot stad en anno 1410 bevestigde keizer Sigismund, koning van Hongarije, de stadsrechten.
Vanaf de 16de eeuw ging het bergaf met de mijnbouw maar vanaf 1800 tot in de 20ste eeuw was er opnieuw mijnactiviteit : ditmaal voor de ontginning van ijzererts.
Sedert de vestiging van de stad wonen er een aantal bevolkingsgroepen samen: Slowaken, Hongaren en Duitsers. De groep die de meerderheid uitmaakte, veranderde in de loop der jaren door etnische verschuivingen: sedert de Reformatie en door de achteruitgang van het mijnwezen nam het aandeel van de Duitstaligen gestaag af. Dit fenomeen werd sedert de 19de eeuw nog meer in de hand gewerkt door de politiek van versterking der Hongaarse identiteit. Bij de volkstelling in 1910 door de Oostenrijkse-Hongaarse overheid bleek nog slechts 2,4 percent van de bevolking Duitstalig of van Duitse afkomst en na de Tweede Wereldoorlog kwamen de Slowaken in de meerderheid.
Zedlers lexicon met informatie uit de periode omstreeks 1740 vermeldt met betrekking tot "Rosenau in Opper-Hongarije": "Nabij de stadstoren staan twee prachtige kerken. De Hongaarse, die ooit de Duitse was, is lang en groot".
Tot 1711 gold: "Het grotendeels protestantse burgerschap had voorheen een grote drievoudige kerk, waarin drie gemeenschappen (Hongaren, Slowaken en Duitsers) elk hun eredienst afzonderlijk konden houden".
In zijn beschrijving anno 1851 merkte de Hongaarse statisticus, econoom en geograaf Fényes Elek het volgende op: "De bevolking bestaat uit 6110 personen, 2886 daarvan zijn katholieken, 3524 protestant. Wat de taal betreft: het grootste deel spreekt Hongaars, ietwat minder Duits, en nog minder Slowaaks. Het stadsbestuur bestaat van oudsher uit Hongaars - en Duitssprekende katholieke en protestantse burgers".
Tot 1919 behoorde Rožňava tot het comitaat "Gömör és Kis-Hont" van het Koninkrijk Hongarije. Ingevolge de bepalingen van het Verdrag van Trianon (getekend op 4 juni 1920) werd de stad na de Eerste Wereldoorlog van Hongarije overgedragen aan Tsjecho-Slowakije. Niettemin was ze in hoofdzaak bewoond door Hongaren, zoals bleek uit een volkstelling in 1910: 89,7 percent van de bevolking was Hongaar en 6,2 percent Slowaak. Vanaf 1938 tot 1945 werd ze (in toepassing van de Eerste Scheidsrechterlijke Uitspraak van Wenen de dato 2 november 1938) samen met Košice, wederom een deel van Hongarije.
In 1938 telde Rožňava slechts 6.595 inwoners waarvan 445 van joodse afkomst. Wegens de vervolging van deze bevolkingsgroep tijdens de Tweede Wereldoorlog, vluchtten joden in 1942 via Rožňava uit het land weg.
In 1944 werden 800 landgenoten van joodse herkomst, via Miskolc, naar het uitroeiingskamp van Auschwitz gedeporteerd.
Op 23 januari 1945 werd Rožňava bevrijd door het 4de Roemeense Leger, dat optrad als een deel van het 2de Oekraïens Sovjetfront.
De in het naburige Polen geboren paus Johannes Paulus II, bezocht de stad op zaterdag, 13 september 2003.

## Bezienswaardigheden

### Plaatselijk

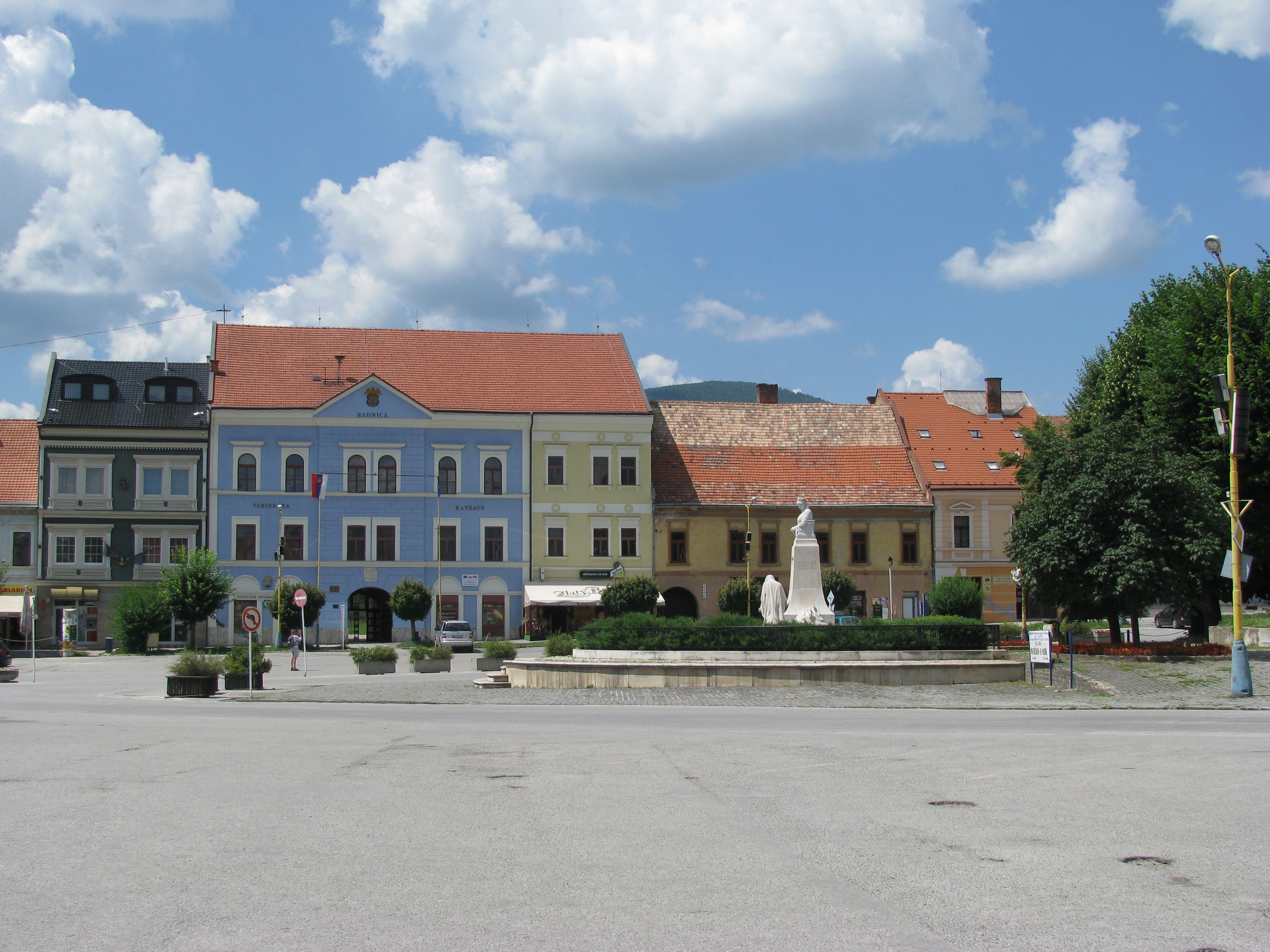
Stadhuis en oude woningen aan het Mijnwerkersplein (Baníkov námestie 32).

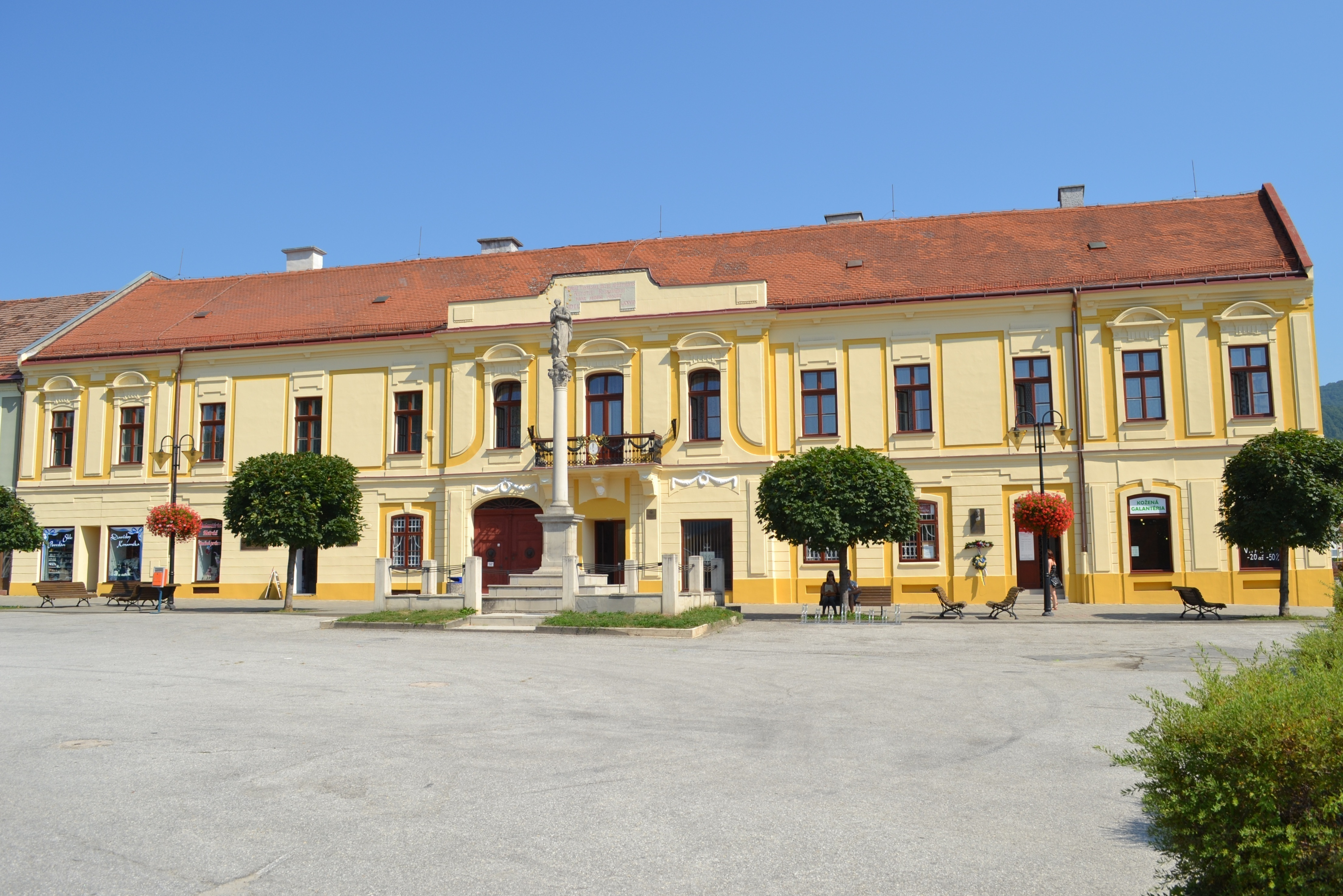
Bisschoppelijk paleis aan het Mijnwerkersplein (Baníkov námestie 20).

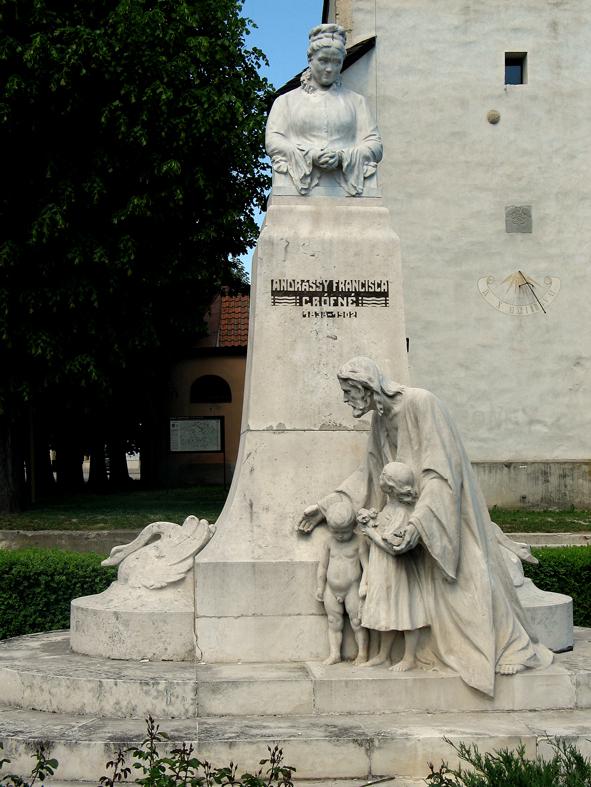
Standbeeld voor de weldoenster Andrássy Františka, echtgenote van Dionysius Andrássy (Baníkov námestie).

- Typische woningen en kraampjes gelegen aan het middeleeuwse plein Námestie baníkov (Mijnwerkersplein) en in de naburige straatjes.
- Wachttoren in laatrenaissancestijl (1654). Dit is een overblijfsel van het oude stadhuis (Baníkov námestie)
- Jezuïetenkerk (circa 1650) (barok), grenzend aan de stadstoren (Baníkov námestie)
- Stadhuis (classicistisch) (1711), (Baníkov námestie 32),
- Bisschoppelijk paleis (1778) (samengesteld uit oudere huizen), barok-classicistisch (Baníkov námestie 20)
- Gedenkteken aan de voorgevel van het bisschoppelijk paleis, ter nagedachtenis van bisschop Štefan Moyzes (Baníkov námestie 20)
- Franciscanenklooster (Betliarska ulica 2)
- Františka-Andrássy-standbeeld (Baníkov námestie),
- Kathedraal van Maria-Tenhemelopneming (gotiek) (14de-eeuws) (Betliarska ulica 5)
- Rooms-katholieke Sint-Annakerk (barok) (Baníkov námestie 26)
- Pastorij (1507) (Betliarska ulica 1)
- Hospitium (Betliarska ulica 6)
- Gymnasium Pavol Jozef Šafárik (Hronca akademika ulica 1)
- Gymnasium (Hronca akademika ulica 3)
- Seminarie (Hronca akademika ulica 6)
- Oud ziekenhuis (Kosu-Schoppera ulica 22)
- Burgerhuis (Šafárikova ulica 2)
- School (Šafárikova ulica 3)
- Protestantse kerk (Šafárikova ulica 5)
- Fabriek (Šafárikova ulica 31)
- Museum (Šafárikova ulica 43)
- Gereformeerde kerk (neogotiek) (1904-1905) (Štítnická ulica 3)

### In de omgeving
- Kasteel van Betliar
- Krásna Hôrka
- Krásnohorské Podhradie
- Grotten van het Nationaal park Slowaakse Karst (Unesco Werelderfgoed)

## Bevolking

### Nationaliteiten
Bij de volkstelling in 2001 had de stad 19.261 inwoners:
- 69,27 % Slowaken
- 26,80 % Hongaren
- 1,59 % Roma
- 0,69 % Tsjechen en andere.

### Religie
- 41,08 % rooms-katholiek
- 32,34 % zonder godsdienst
- 12,03 % protestant
- 1,33 Grieks-katholiek

## Vervoer

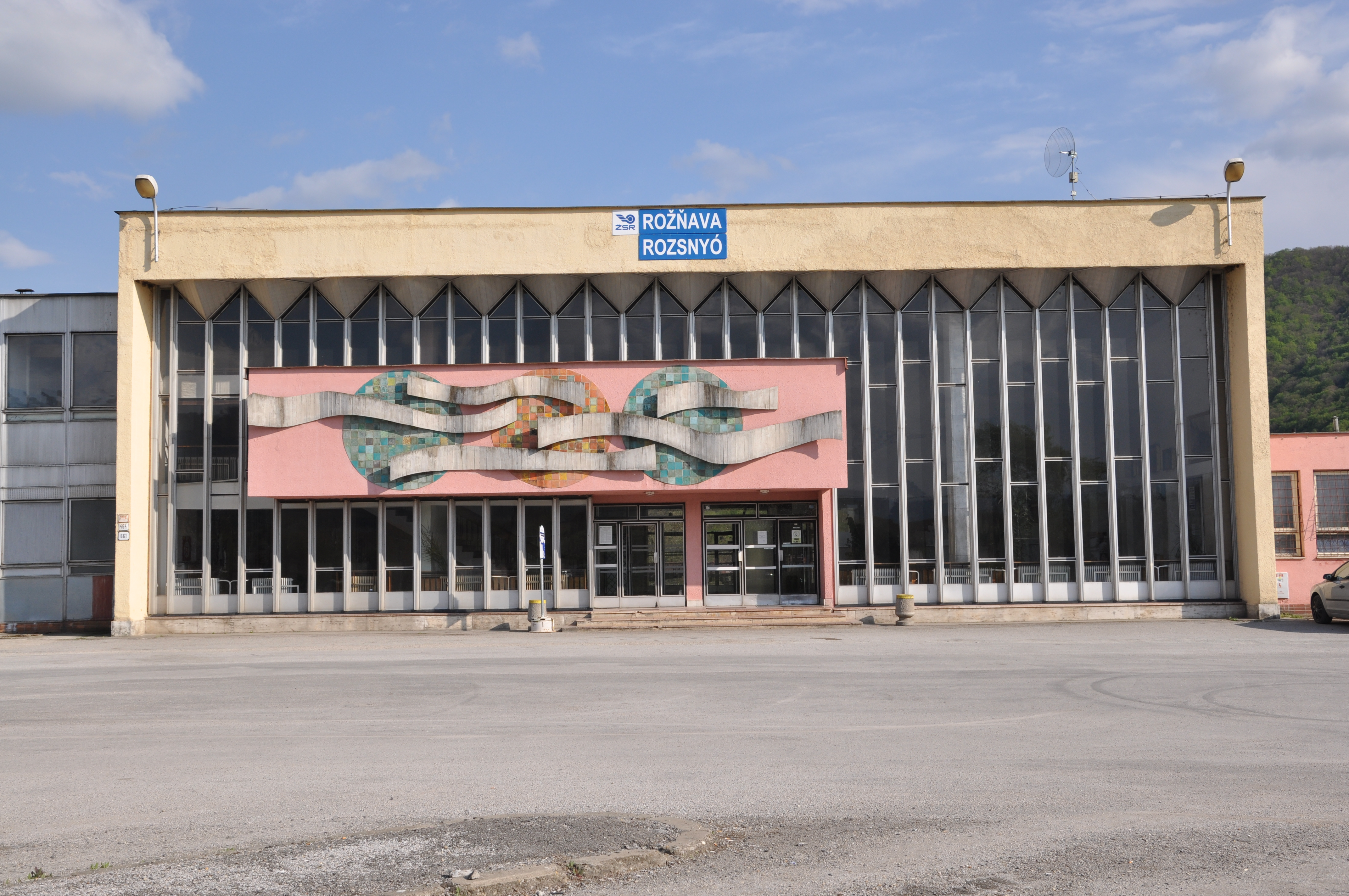

### Treinen
Het spoorwegstation Zelezničná stanica Rožňava is gelegen aan de « Zelezničná 3011 Brzotin Kosicky 049 51 Rožňava », nabij verkeersweg 16.
Rožňava is bij middel van snelle passagierstreinen verbonden met Košice, Bratislava, en verscheidene andere steden en gemeenten, hetzij rechtstreeks, hetzij mits overstap.

### Autobus
Het autobusstation Autobusova stanica Rožňava is gelegen nabij de straten « Kosicka » en « Krasnohorska ».

## Bekende inwoners

### Ingezetenen
- Antoon Andrássy (°1742 - †1799), rooms-katholiek bisschop van Rožňava (1780-1799),
- Pavel Jozef Šafárik (°1795 - †1861), dichter, filoloog, literair historicus,
- Eduard Kojnok (°1933 - †2011), rooms-katholiek bisschop van Rožňava (1990–2008),
- Ádám Szentpétery (°1956), beeldende kunstenaar, universiteitsprofessor.

### Ingeboren
- Karl Andrássy de Szent Király,
- Károly Andrássy,
- Haviva Reik (geboren in de wijk Nadabula).

## Stedenbanden
Rožňava heeft banden met de volgende steden:
- Szerencs (Hongarije) sinds 1991
- Belváros-Lipótváros (Hongarije) sinds 1997 (District van de stad Boedapest)
- Glarus (Zwitserland) sinds 1998
- Český Těšín (Tsjechië) sinds 2001
- Cieszyn (Polen) sinds 2001
- Bačka Topola (Servië) sinds 2006